# Pediococcus acidilactici
Pediococcus acidilactici ist eine Bakterienart. Sie ist häufig in fermentierten Nahrungsmitteln enthalten. Sie bildet aus Glucose durch Fermentation Milchsäure und zählt somit zu den Milchsäurebakterien.

## Merkmale
Die Zellen sind kokkenförmig und unbeweglich. Von der Gattung Pediococcus sind verschiedene Plasmide bekannt. Dieses wurden zuerst 1985 von Graham und McKay beschrieben, so sind bei einigen Stämmen von P. acidilactici sind für die Fermentation von Saccharose in Plasmiden vorhanden. Es sind auch in Plasmiden kodierte Gene von P. acidilactici bekannt, die für Resistenz gegen bestimmte Antibiotika wirken, so z. B. gegen Erythromycin. Bei der nah verwandten Art Pediococcus pentosaceus sind Plasmide für die Fermentation von Raffinose, Melibiose und Saccharose bekannt. Plasmide werden häufig zwischen Pediococcus und Enterococcus-, Streptococcus- und Lactococcus-Arten übertragen.

## Stoffwechsel und Wachstum
Pediococcus acidilactici kann sowohl unter Ausschluss von Sauerstoff (anaerob) als auch unter aeroben Bedingungen wachsen. Der Stoffwechselweg ist die Gärung.
Von Glucose bildet es Milchsäure (Laktose) und gehört somit zu den Milchsäurebakterien. Des Weiteren kann es Galactose nutzen, einige Stämme können auch Maltose und/oder Melezitose vergären. Die Art ist „Säureliebend“ und somit bei niedrigen pH-Werten lebensfähig. Die optimale Wachstumstemperatur liegt bei 40 °C, während die maximale Wachstumstemperatur 50–53 °C beträgt.
Pediokokken wirken als Antagonisten gegen andere Mikroorganismen, einschließlich Darmpathogenen. Dies geschieht durch die Produktion von Milchsäure und die Sekretion von Bacteriocine, die als Pediocine bezeichnet werden. Die von einigen Stämmen von Pediococcus acidilactici produzierte Bakteriocin wird als Pediocin PA-1/AcH bezeichnet.

## Systematik
Pediococcus acidilactici und Pediococcus pentosaceus sind mit Hilfe physiologischer Tests nur schwer voneinander zu trennen. Diese beiden Arten zeigen eine größere Verwandtschaft untereinander als mit anderen Pediokokken, wie die 16S rDNA-Analyse zeigt. Auf phänotypischer Ebene unterscheidet sich Pediococcus acidilactici von Pediococcus pentosaceus durch seine Unfähigkeit, Maltose zu fermentieren, und seine Fähigkeit, bei 50 °C zu wachsen.
Die Gattung Pediococcus zählt zu den Lactobacillaceae, den sogenannten Milchsäurebakterien.

## Ökologie
Pediococcus acidilactici, wie auch die verwandten Arten Pediococcus pentosaceus, P. parvulus und P. inopinatus, spielt eine wichtige Rolle als Starterkulturen bei der Herstellung von Silage. Pediococcus acidilactici wurde auch aus dem Magen-Darm-Trakt von Karpfen (Cyprinus carpio) und Süßwassergarnelen (Macrobrachium rosenbergii) isoliert. P. acidilactici und P. parvulus, P. inopinatus, P. stilesii, P. pentosaceus, P. lolii werden oft aus Pflanzen, Früchten und Gemüse isoliert und sind daher in vielen fermentierten Produkten enthalten. Wie von P. pentosaceus und P. parvulus sind Stämme auch in Malz bei Temperaturen <50 °C zu finden. Diese Stämme und P. claussenii sind resistent gegenüber niedrigen Alkoholkonzentrationen und Hopfen und wachsen bei höheren pH-Werten als die meisten Milchsäurebakterien.

## Nutzung
Pediococcus acidilactici wird als Probiotikum eingesetzt und wurde in einem breiten Einsatzbereich untersucht. Studien hatten ergeben, dass Pediococcus acidilactici eine Senkung des Cholesterinspiegels fördern kann. Es wurden auch eine positive Wirkung auf das Immunsystem beobachtet. So zeigten Küken, denen Pediococcus acidilactici hinzugefügt wurde, eine verstärkte Immunreaktion gegen Infektionen des Pilzes Coccidioides immitis. Es zeigten sich auch Verbesserungen bei Depressionen. Allerdings wurden auch gegenteilige Ergebnisse beobachtet. So könnten nach einer Untersuchung Enterococcus faecium zusammen mit Pediococcus acidolactici einen Risikofaktor für den Ausbruch von Depressionen und entzündliche Darmerkrankungen darstellen.